# Chahuaytire
Chahuaytire (en quechua: Chawaytiri)[cita requerida] es un sitio arqueológico con pinturas rupestres en Perú, cerca del pueblo homónimo. Está situado en el distrito de Pisac, provincia de Calca, dentro del departamento del Cuzco. La sección principal con pinturas que muestran predominantemente llamas se llama Llamachayuq Qaqa (quechua llama llama, -cha, sufijos -yuq, roca qaqa, "una roca con una llama pequeña") o Chawaytiri. Se encuentra en la ladera de la montaña Muruwiksa (Moro-Wicsa, Morowiqsa, Morro Huicsa). Las demás secciones se denominan Wamanwachana, Kawituyuq (Cahuituyoc), P'allqapata (Pallcapata), Musuqllaqta (Mosoqllaqta), Misaqaqa y Qaqa.